# Peter Braunegger
Peter Braunegger (* 19. Mai 1975) ist ein ehemaliger österreichischer Naturbahnrodler. Er startete auch im Einsitzer, war aber vor allem im Doppelsitzer erfolgreich. Zusammen mit Martin Schneebauer wurde er zweimal Junioreneuropameister und zusammen mit Peter Lechner gewann er drei Medaillen bei Welt- und Europameisterschaften. Das Duo Braunegger/Lechner gewann zudem zwei Weltcuprennen und erreichte dreimal den dritten Platz im Gesamtweltcup.

## Karriere
Als Junior startete Peter Braunegger gemeinsam mit Martin Schneebauer im Doppelsitzer. Nach einem sechsten Platz bei der Junioreneuropameisterschaft 1991 in Kandalakscha gewann das Doppel Schneebauer/Braunegger bei der Junioreneuropameisterschaft 1992 in Stange und der Junioreneuropameisterschaft 1993 in Rautavaara die Goldmedaille. 1994 erzielten sie in Längenfeld den zweiten Platz. Im Einsitzer erzielte Peter Braunegger 1992 den elften und 1993 den neunten Platz. 1994 und 1995 wurde er jeweils Sechster.
Da Martin Schneebauer ab 1995 gemeinsam mit Peter Lechner startete, fuhr Braunegger in den nächsten Jahren mit verschiedenen Doppelpartnern. Am Beginn der Saison 1995/1996 erzielte er mit Herbert Kögl den ersten Erfolg im Weltcup, als er im Auftaktrennen in Rautavaara Zweiter wurde. Bei der Europameisterschaft 1997 in Moos in Passeier belegte er mit Klaus Mauracher den achten Platz.
Von der Saison 1998/1999 bis zu seinem Karriereende nach der Saison 2000/2001 bildete Braunegger zusammen mit dem neun Jahre älteren Peter Lechner, der zuvor mit Martin Schneebauer gestartet war, ein erfolgreiches Doppelsitzerpaar. Lechner/Braunegger waren in diesen drei Weltcupjahren in keinem Rennen schlechter als Fünfte, fuhren insgesamt achtmal unter die schnellsten drei und feierten am 16. Jänner 2000 in Garmisch-Partenkirchen und am 7. Jänner 2001 in Unterammergau zwei Weltcupsiege. Damit erreichten sie in allen drei Jahren den dritten Platz im Doppelsitzer-Gesamtweltcup. Bei internationalen Titelkämpfen gewannen sie insgesamt drei Medaillen. Bei der Europameisterschaft 1999 in Szczyrk wurden sie hinter Helmut und Andi Ruetz Zweite, lediglich bei der Weltmeisterschaft 2000 in Olang verfehlten sie als Vierte knapp das Podest. Bei der Weltmeisterschaft 2001 in Stein an der Enns erreichten Lechner/Braunegger den dritten Platz im Doppelsitzer und zusammen mit Marlies Wagner und Gerhard Pilz den zweiten Platz im erstmals ausgetragenen Mannschaftswettbewerb. Nach dem Winter 2000/2001 beendeten sowohl Peter Braunegger als auch Peter Lechner ihre Karriere.

## Erfolge

### Weltmeisterschaften
- Olang 2000: 4. Doppelsitzer (mit Peter Lechner)
- Stein an der Enns 2001: 3. Doppelsitzer (mit Peter Lechner), 2. Mannschaft

### Europameisterschaften
- Moos in Passeier 1997: 8. Doppelsitzer (mit Klaus Mauracher)
- Szczyrk 1999: 2. Doppelsitzer (mit Peter Lechner)

### Junioreneuropameisterschaften
- Kandalakscha 1991: 6. Doppelsitzer (mit Martin Schneebauer)
- Stange 1992: 11. Einsitzer, 1. Doppelsitzer (mit Martin Schneebauer)
- Rautavaara 1993: 9. Einsitzer, 1. Doppelsitzer (mit Martin Schneebauer)
- Längenfeld 1994: 6. Einsitzer, 2. Doppelsitzer (mit Martin Schneebauer)
- Saint-Marcel/Fénis 1995: 6. Einsitzer

### Weltcup
- 3× 3. Platz im Doppelsitzer-Gesamtweltcup in den Saisonen 1998/1999, 1999/2000 und 2000/2001
- 9 Podestplätze, davon 2 Siege:

| Datum           | Ort                    | Land        | Disziplin    |
| --------------- | ---------------------- | ----------- | ------------ |
| 16. Jänner 2000 | Garmisch-Partenkirchen | Deutschland | Doppelsitzer |
| 7. Jänner 2001  | Unterammergau          | Deutschland | Doppelsitzer |

## Auszeichnungen
- 2001: Silbernes Ehrenzeichen für Verdienste um die Republik Österreich[1]